# زماین
زماین یک روستا در ایران است که در استان زنجان واقع شده‌است. زماین ۱۷۵ نفر جمعیت دارد.